# Motatán
Motatán – miasto w Wenezueli, w stanie Trujillo.